# 別列日涅 (海辛區)
48°47′14″N 29°25′46″E / 48.78722°N 29.42944°E
別列日涅（烏克蘭語：Бережне），是烏克蘭的村落，位於該國西南部文尼察州，由海辛區負責管轄，始建於1920年，面積0.1平方公里，海拔高度201米，2001年人口63，人口密度每平方公里617.65人。